# Priah Ferguson

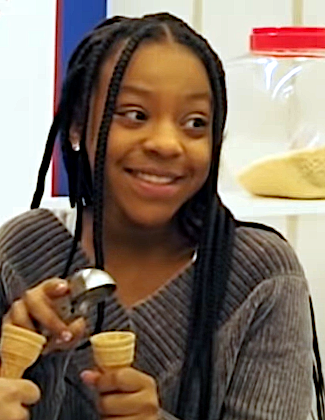
Priah Ferguson 2019

Priah Ferguson (* 1. Oktober 2006 in Atlanta) ist eine US-amerikanische Schauspielerin, die in ihrer Rolle als „Erica Sinclair“ in der Netflixserie Stranger Things bekannt geworden ist.

## Karriere
Ferguson erschien zuerst als wiederkehrende Figur in der 2. Staffel von Stranger Things und ab der 3. Staffel als feste Rolle.
Vor Stranger Things hatte sie kleinere Rollen in den TV Shows Atlanta und Mercy Street. 2015 wurde sie als „Great Atlanta’s United Way’s spokeskid“ ausgewählt und ist damit das Gesicht der U-Bahn von Atlanta. Im Juli 2019 wurde sie von GoGo squeeZ's „BE Time“ eingesetzt, um Kinder zu ermutigen nach draußen zu gehen, um mehr Spaß zu haben und ernährungsbewusster zu essen.